# Pterocella
Pterocella is een mosdiertjesgeslacht uit de  familie van de Catenicellidae en de orde Cheilostomatida

## Soorten
- Pterocella gemella (MacGillivray, 1887)
- Pterocella scutella (Hutton, 1891)
- Pterocella vesiculosa (Lamarck, 1816)